# 1988年波蘭罷工
1988年波兰罢工（波蘭語：Strajki w Polsce 1988）指的是1988年于波兰人民共和国爆发的一次大型工人罢工运动。此次罢工与街头示威同时发生，自春季持续到夏季，直到1988年9月初停止。
此次罢工对波兰共产党政权产生很大程度的震撼，迫使其与团结工会对话并重新认识这个组织。作为结果，当年晚些时候，当局决定与反对者达成和解，促成了波兰圆桌会议。